# Mitjaevia sikkimensis
Mitjaevia sikkimensis är en insektsart som beskrevs av Irena Dworakowska 1994. Mitjaevia sikkimensis ingår i släktet Mitjaevia och familjen dvärgstritar. Inga underarter finns listade i Catalogue of Life.